# Luz estruturada

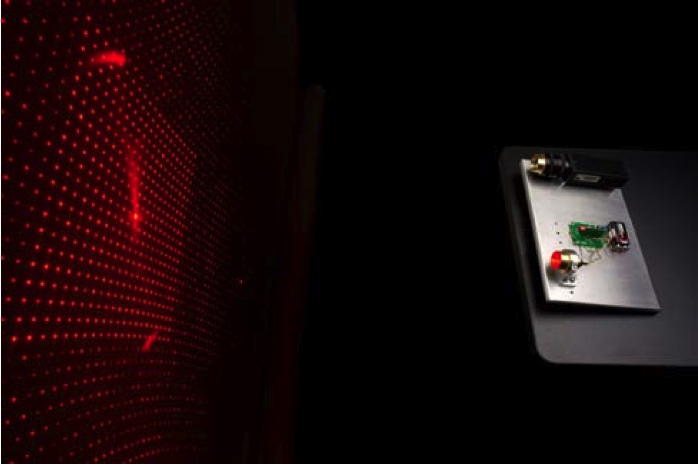
Uma padrão de luz estruturada projetado para inspeção de superfície

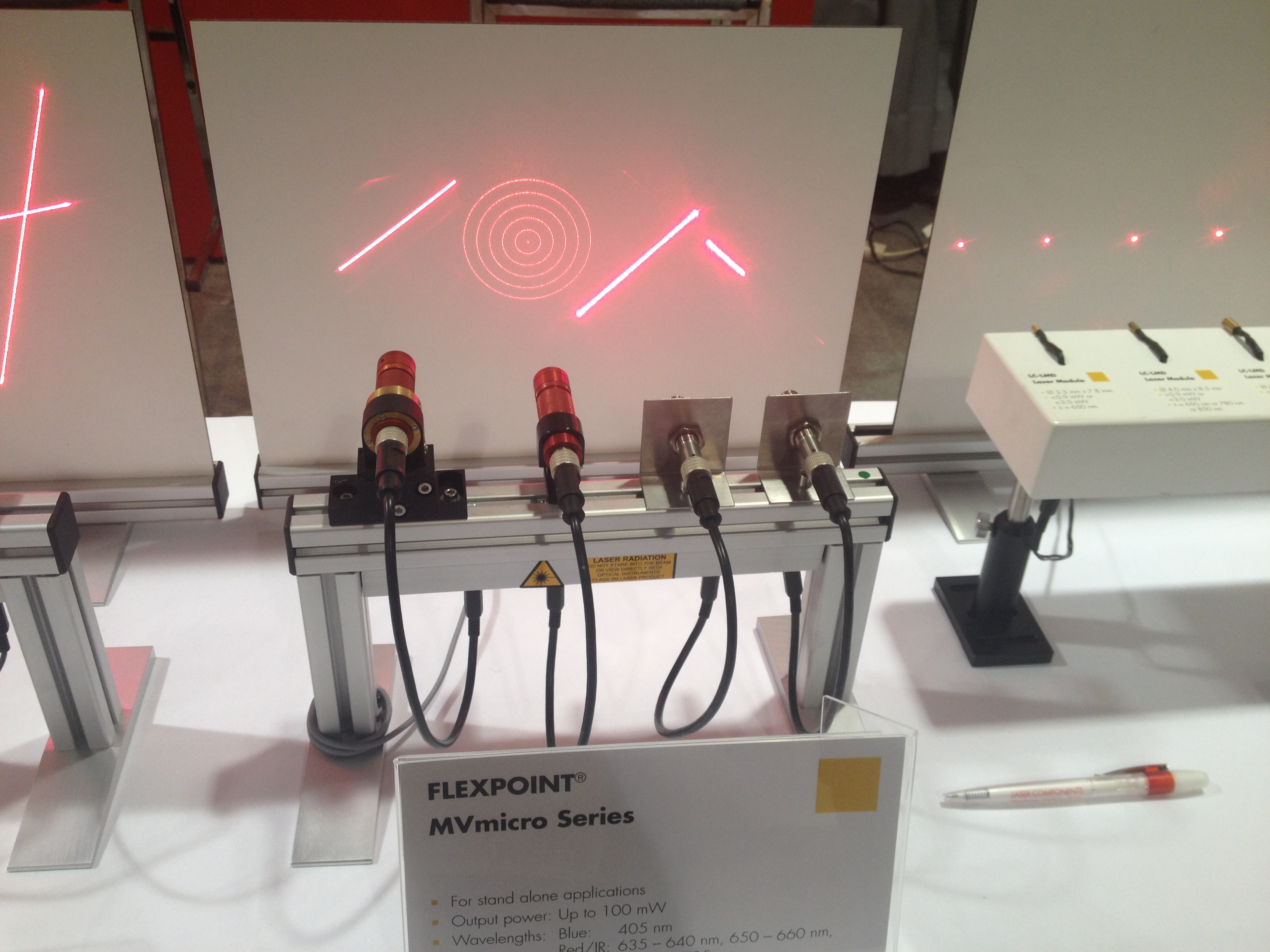
Fontes de luz estruturada em exibição no 2014 Machine Vision 2014 em Boston

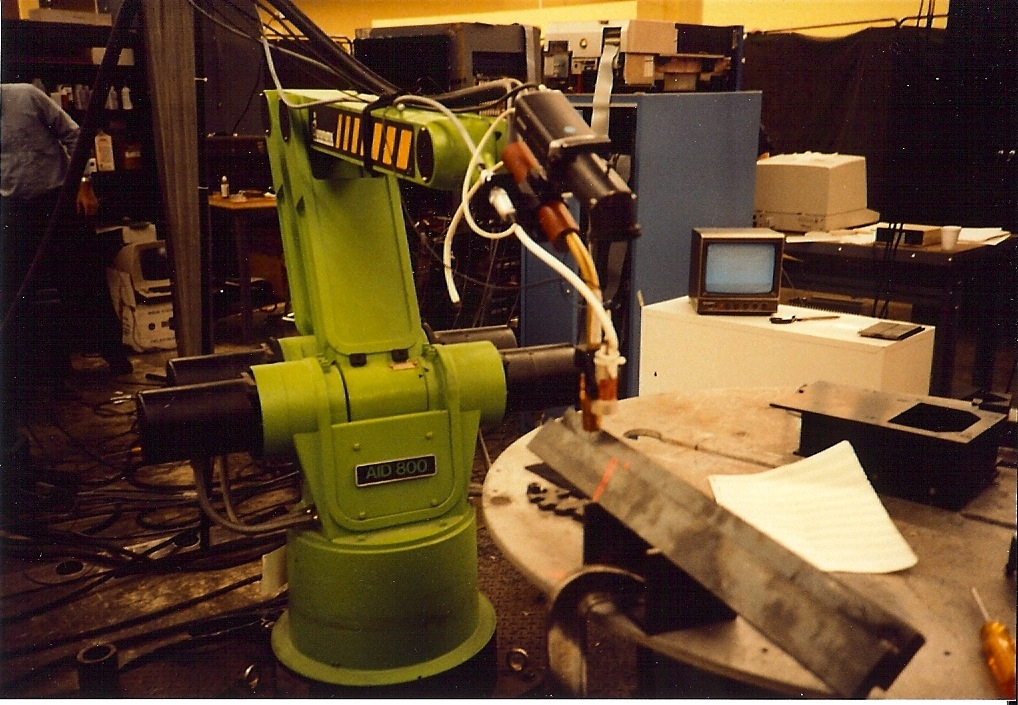
Um robô Automatix Seamtracker que faz soldagem a arco equipado com uma câmera e um laser fonte de luz estruturada, permitindo que o robô siga uma linha de solda automaticamente

Luz estruturada é o processo de projetar um padrão conhecido (muitas vezes, grades ou barras horizontais) em uma cena. A forma como o padrão se deforma quando atinge superfícies permite que sistemas de visão calculem a profundidade e informações das superfícies dos objetos na cena, como os usados em scanners 3D de luz estruturada.
Luz estruturada invisível (ou imperceptível) utiliza luz estruturada sem interferir com outras tarefas de visão de computador para as quais o padrão projetado seria confuso. Exemplos de métodos incluem o uso de luz infravermelha ou de extremamente altas taxas de quadros alternando entre dois padrões exatamente opostos.
Luz estruturada é usada por algumas forças policiais para fotografar impressões digitais em uma cena 3D. Onde antigamente eles usariam uma fita adesiva para extrair as impressões digitais, agora eles podem usar câmeras e extrair a impressão digitalmente, o que permite que o processo de identificação comece antes mesmo que o policial deixe a cena.